# Incertezas (álbum)
Incertezas é o terceiro álbum de estúdio da cantora Patricia Marx (na época, ainda sob o nome de Patricia) lançado em 1991, pela gravadora RCA, originalmente em LP e K7. Esse seria o seu último lançado pela empresa, visto que ela seguiria com a Camerati, em 1992.
Marca sua primeira tentativa em desligar-se de uma sonoridade pop radiofônica, para explorar estilos musicais dos quais ela se identificava e apreciava, tais como a MPB e a black music.
Em relação a crítica especializada, afirmou-se que embora talentosa e com méritos como cantora, o repertório aludia as fórmulas dos antigos trabalhos e não contribuía para que se firmasse como uma das grandes vozes da música brasileira. 
Comercialmente, tornou-se um sucesso, as músicas foram bem executadas nas rádios e rendeu seu terceiro disco de ouro em carreira solo, por vendas superiores a 100 mil cópias.

## Antecedentes e produção
Em 1991, Patricia já possuía dois álbuns lançados em sua carreira solo e mais de meio milhão de cópias vendidas. Tais trabalhos, continham letras e produções feitas para conquistar pessoas de sua faixa-etária de idade, os adolescentes, e as canções traziam uma sonoridade pop, bastante radiofônica. Para um novo álbum, a artista, que durante muito tempo explorava estilos musicais como a MPB e a black music em seus shows, queria no seu terceiro romper com o que havia em seus trabalhos anteriores.
O diretor artístico do projeto foi Miguel Plopschi e o produtor executivo Michael Sullivan, com quem trabalhou desde a sua época do Trem da Alegria. E embora tivesse a intenção de mudar radicalmente nesse trabalho, a gravadora foi resistente, a ponto de não autorizar a gravação de canções de compositores como Carlos Rennó, Scowa e da banda de rock Titãs, uma mudança menos sutil, ficou em promessas para o futuro. Em entrevista afirmou: "De diferente dos discos (...) tem o tempo de transição que ele representa em minha carreira; uma nova fase que está a caminho". No entanto, apresenta estilos inéditos em sua discografia, como o funk da faixa "Um Ano Eu Sei", na qual faz dueto com Ed Motta, sobre a experiência com o cantor, ela disse: "gosto muito da música do Ed Motta - Um Ano Eu Sei - porque foi uma experiência nova para mim. Nunca havia cantado funk. É uma Improvisação direto, a gente improvisa a música inteira".
A música "No Lugar do Seu Amor", versão de Carlos Rennó para "I Could Never Take the Place of Your Man" do cantor e compositor estadunidense Prince, foi anunciada como um bônus track da versão em CD, no entanto a mesma nunca chegou a ser lançada (bem como o álbum no formato mencionado). Em um post no Facebook, o jornalista e crítico musical Sergio Martins, da revista Veja, revelou que o motivo foi o fato de "não ter o padrão comercial exigido pela gravadora". No entanto, Patricia incluiu a incluiu no repertório dos shows da turnê promocional, onde cantava com duas músicas incidentais: "Baby, I Love Your Way", de Peter Frampton e "Knocking 'On Heaven's Door", de Bob Dylan, que fazia sucesso na época com a regravação da banda Guns N' Roses.[carece de fontes?]

## Lançamento e divulgação
Lançado em 1991, contou com uma maratona de divulgação, que incluiu shows, apresentações e entrevistas em programas de TV e rádio e a gravação de um videoclipe para a música a versão dance de "Um ano eu sei" intitulada "Turn Around Radio MIx", dirigido por Jodele Larcher , feito com exclusividade para a MTV Brasil. A turnê incluiu shows por várias cidades brasileiras, a set list incluía algumas canções de Incertezas, versão cover de artistas internacionais e alguns de seus maiores sucessos.
Em relação a trilhas sonoras de novela, "Sonho de amor" fez parte da trilha da novela Carrossel, do SBT, e era tema da personagem Cirilo (Pedro Javier) que tinha adoração por Maria Joaquina, interpretada por Ludwika Paleta, que o desprezava. "Destino" integrou a trilha da novela Salomé, da TV Globo, foi tema das personagens Carmem (Andréa Veiga) e Duda (Petrônio Gontijo), que formavam uma dupla musical, a primeira nutria um amor correspondido por Duda, que era apaixonado pela personagem Salomé, interpretada por Patrícia Pillar.

## Recepção crítica
| Críticas profissionais | Críticas profissionais |
| Avaliações da crítica  | Avaliações da crítica  |
| Fonte                  | Avaliação              |
| ---------------------- | ---------------------- |
| Veja                   | Favorável              |
| O Pioneiro             | Mista                  |
| O Fluminense           | Mista                  |
| O Globo                | Desfavorável           |

As resenhas dos críticos de música foram, em maioria, mistas. Embora tenham elogiado seu talento como cantora, muitos criticaram o repertório por considerá-lo "muito comercial" e semelhante aos outros de sua discografia.
A revista Veja, afirmou que: "Patricia se destaca dos demais cantores juvenis por ser a única que sabe cantar. Em seu novo disco, ela dá um show de afinação (...) e prova que é possível fazer sucesso armando-se unicamente de boa música".
Luiz Carlos Fetter, do jornal O Pioneiro criticou a escolha dos produtores, Sullivan e Massadas, segundo ele "inegáveis sucesseiros" e "mercenários" que não contribuíram para que a artista pudesse mostrar seu talento e individualidade. Afirmou que os melhores momentos são as composições de Ed Motta, Bom Bom e Sandra de Sá, concluindo: "É por aí que Patricia devia deitar a sua voz. E dá pra sentir que é isso que ela quer". A mesma opinião em relação aos pontos altos, foi a de José Carlos Assumpção, do jornal O Fluminense, além disso, elogiou e destacou os vocais "afinados" na faixa-título que "deviam servir de inspiração para Paula Toller".

## Desempenho comercial
Embora não tenha o êxito de seus antecessores, tornou-se um sucesso, e recebeu um disco de ouro por vendas superiores a 100 mil cópias, seu terceiro trabalho (sétimo, se contados os da fase infantil com o Trem da Alegria) a atingir tal feito.[carece de fontes?]

## Lista de faixas
Créditos adaptados do LP Incertezas, de Patricia Marx, lançado em 1991.

### Lado A
| N.º | Título                 | Compositor(es)                   | Duração |  |
| 1.  | "Sonho de Amor"        | Paulo Massadas, Michael Sullivan | 4:32    |  |
| 2.  | "Meus Ídolos"          | Paulo Massadas, Michael Sullivan | 4:27    |  |
| 3.  | "Incertezas"           | Sergio Bastos                    | 4:23    |  |
| 4.  | "Romance de Verão"     | Chico Roque, Sergio Bastos       | 4:18    |  |
| 5.  | "Meu Anjo"             | Paulo Massadas, Michael Sullivan | 3:48    |  |
| 6.  | "Onde Menos se Espera" | Humberto Gessinger               | 3:18    |  |

### Lado B
| N.º | Título                | Compositor(es)                     | Duração |  |
| 1.  | "Destino"             | Paulo Sérgio Valle, Marcos Valle   | 3:59    |  |
| 2.  | "Mágica"              | Paulo Massadas, Michael Sullivan   | 3:58    |  |
| 3.  | "Estrela Minha"       | Cláudia Olivetti, Lincoln Olivetti | 4:01    |  |
| 4.  | "Trocando Figurinhas" | Paulo Massadas, Michael Sullivan   | 4:12    |  |
| 5.  | "Um Ano Eu Sei"       | Bombom, Ed Motta                   | 5:02    |  |
| 6.  | "Olhos Azuis"         | Sérgio Sá                          | 3:28    |  |